# Paul Ackermann (Politikwissenschaftler)
Paul Ackermann (* 31. Januar 1939 in Fridingen an der Donau) ist ein deutscher Politikwissenschaftler und Experte für politische Bildung und bürgerschaftliches Engagement. Er war von 1987 bis 2004 Professor an der Pädagogischen Hochschule Ludwigsburg.

## Leben
Paul Ackermann studierte Politikwissenschaft, Geschichte, Latein und Agrarpolitik an den Universitäten Berlin, München und Tübingen. Nach der Promotion über das Thema „Der Deutsche Bauernverband im politischen Kräftespiel der Bundesrepublik“ 1967 war er zunächst Assistent am Institut für Politikwissenschaft der Universität Tübingen und ab 1972 Professor für Politikwissenschaft an der Pädagogischen Hochschule Reutlingen, wo er von 1976 bis 1979 auch das Rektoramt innehatte. 1987 wechselte er an die Pädagogische Hochschule Ludwigsburg, wo er bis 2004 als Professor für Politikwissenschaft tätig war.
Er engagierte sich als Vorstandsmitglied der Deutschen Vereinigung für Politische Wissenschaft, Mitglied des Konzils für Friedens- und Konfliktforschung und in der Jury für den Gustav-Heinemann-Friedenspreis für Kinder- und Jugendbücher sowie in der Lehrplanentwicklung für Sozial- bzw. Gemeinschaftskunde. Für die politische Bildung entwickelte er das Leitbild des „interventionsfähigen Bürgers“. Einen seiner Forschungsschwerpunkte „politische Beteiligung“ setzte er auch in der politischen Praxis als ehrenamtlicher Bezirksbürgermeister in Reutlingen-Gönningen (1989 bis 2009) und als Experte für Projekte bürgerschaftlichen Engagements um. Sein Bürgerhandbuch erreichte mit vier Auflagen eine weite Verbreitung. In dem Buch werden zentrale politische Handlungsfelder vorgestellt und Tipps gegeben, um als Bürger/-in selbst politisch aktiv zu werden.
Paul Ackermann war auch Herausgeber einer Reihe zum sozialwissenschaftlichen Sachunterricht und Mitherausgeber einer Reihe zur historischen und politischen Bildung sowie Mitautor mehrerer Schulbücher für den politischen Unterricht. Neben seinen wissenschaftlichen Schriften veröffentlichte er orts- und regionalgeschichtliche Beiträge zu Reutlingen und zur Schwäbischen Alb.

## Auszeichnungen
Für seine Verdienste in der Wissenschaft und in der politischen Praxis erhielt er im Jahr 2010 von der Stadt Reutlingen die Verdienstmedaille und im Jahr 2013 vom Land Baden-Württemberg die Staufermedaille in Gold.

## Schriften (Auswahl)
- Ackermann, Paul/Müller, Ragnar: Bürgerhandbuch: politisch aktiv werden, Öffentlichkeit herstellen, Rechte durchsetzen. 4., komplett überarbeitete und erweiterte Auflage. Schwalbach/Ts.: Wochenschau-Verlag, 2015, ISBN 978-3734401077.
- Ackermann, Paul/Breit, Gotthard/Cremer, Will/Massing, Peter/Weinbrenner, Peter (Hrsg.): Politikdidaktik kurzgefasst. 13 Planungsfragen für den Politikunterricht. 4. Auflage. Schwalbach/Ts.: Wochenschau-Verlag, 2010, ISBN 978-3899745801.
- Ackermann, Paul: Politisches System der Bundesrepublik Deutschland. Stuttgart: Klett-Verlag, 2002, ISBN 9783123506239.
- Ackermann, Paul/Becker, Horst/Feick, Jürgen: Grundwissen Politik. Stuttgart: Klett-Verlag, 2002, ISBN 978-3120537106.
- Ackermann, Paul/Gaßmann, Reinhard: Arbeitstechniken politischen Lernens. 4. überarbeitete Auflage. Stuttgart: Klett-Verlag, 1993, ISBN 3-120542407.
- Ackermann, Paul (Hrsg.): Politisches Lernen vor Ort: außerschulische Lernorte im Politikunterricht. Stuttgart: Klett-Verlag, 1988, ISBN 3-129202943.
- Ackermann, Paul/Glashagen, Winfried (Hrsg.): Friedenssicherung als pädagogisches Problem in beiden deutschen Staaten. Stuttgart: Klett-Verlag, 1982, ISBN 978-3129203316.
- Ackermann, Paul/Landfried, Klaus/Wagner, Adolf/Wehling, Hans-Georg: Politik. Ein einführendes Studienbuch. Hamburg: Hoffmann & Campe-Verlag, 1980, ISBN 978-3455092363.
- Ackermann, Paul: Politiklehrer-Ausbildung. Analyse und Dokumentation. Bonn: Bundeszentrale für politische Bildung, 1978, ISBN 3-921352258.
- Ackermann, Paul: Einführung in den sozialwissenschaftlichen Sachunterricht. München: Kösel-Verlag, 1976, ISBN 3-466350735.
- Ackermann, Paul (Hrsg.): Politische Sozialisation. Opladen: Westdeutscher Verlag, 1974, ISBN 3-531211846.
- Ackermann, Paul (Hrsg.): Politisches Lernen in der Grundschule. München: Kösel-Verlag, 1973, ISBN 3-466300452.
- Ackermann, Paul: Erziehung und Friede. München: TR-Verlagsunion, 1971, ISBN 3-805801092.
- Ackermann, Paul: Der Deutsche Bauernverband im politischen Kräftespiel der Bundesrepublik: die Einflußnahme des DBV auf die Entscheidung über den europäischen Getreidepreis. Tübingen: Mohr-Verlag 1970, ISBN 3-531211846.